# Restituto de Londínio
Restituto (em latim: Restitutus; fl. 314) era um bispo romano-britânico, provavelmente de Londínio (atual Londres), um dos membros da delegação britânica que participou do sínodo ou concílio da Igreja realizado em Arles (Arelate), na Gália, em 314. 
A lista dos que assinaram o Acta, as decisões tomadas pelo concílio, incluía três bispos, juntamente com um "presbítero" e um "diácono", da Grã-Bretanha. Os bispos britânicos eram eram Ebório "de civitate Eboricensi" - da cidade de Eboraco (Iorque); Restituto "de civitate Londenensi" - da cidade de Londínio (Londres); e Adélfio "de civitate Colonia Londenensium" - isto é, da "colônia do povo de Londínio".
O texto, que sobrevive apenas em várias cópias manuscritas posteriores, está claramente corrompido ao atribuir dois bispos a Londres. Como Londres não era uma colônia, a maioria das autoridades concordou que a sé de Adélfio está mal registrada, sugerindo a alteração de "Colonia Londenensium" para "Colonia Lindensium" - colônia do povo de Lindo (Lincoln).
No entanto, S.N. Miller considerou que a palavra "colônia" também era suspeita; ele ressaltou que, embora muitas outras colônias tenham enviado bispos a Arles, entre eles Colônia, Tréveris e Lião, nenhuma havia sido designada "colônia" na lista. Miller argumentou que de civitate Colonia Londenensium foi um erro para "de civitate Camu/lodunensium" - "a cidade do povo de Camuloduno" (Colchester). Esta visão foi apoiada pelo arqueólogo Sir Ian Richmond. Outros identificaram Adélfio como bispo de Caerleon-on-Usk.
Não obstante o debate sobre o papel de Adélfio, parece mais provável que a identificação de Restituto como bispo de Londres estivesse correta. No entanto, nada mais se sabe sobre ele, nem sobre seus predecessores e sucessores na sé romano-britânica de Londres. Seu nome não aparece na lista dos supostos "arcebispos de Londres" que o historiador do século XVI John Stow atribuiu a Jocelino de Furness. O próprio Stow notou essa anomalia e o fato de Restituto ter sido listado como bispo e não como arcebispo; isso, ele sentiu, colocou em dúvida a autenticidade da lista de arcebispos. Escritores posteriores tentaram reconciliar as duas fontes, geralmente inserindo Restituto na lista de "Jocelino", entre Hilarius e Guitelinus, ou depois de Guitelinus.